# Pintor de Jenocles
El Pintor de Jenocles (en griego antiguo: Χενοκλῆς) fue un pintor ático de vasos del estilo de figuras negras, activo a mediados del siglo VI a. C. Su verdadero nombre es desconocido. Su nombre convenido se basa en el hecho de que a menudo pintaba vasos hechos por el alfarero Jenocles, que podrían ser la misma persona. En términos artísticos, no alcanzó el talento de pintores comparables, como el Pintor de Tlesón. Característico de su trabajo es su hábito de llenar las copas de labios con figuras, comparable a la decoración normal de las copas de Siana.
Según John Beazley, el Pintor C influyó sobre su obra. En la copas de bandas figura su firma.